# Фелацио
Фелацио (вулгарно: минет, свирка, кавал) е сексуална техника за доставяне на сексуално удоволствие, посредством орално стимулиране на пениса. Често е елемент на предварителната полова игра (foreplay). Фелацио е вид орален секс, при който не всички мъже стигат до оргазъм.

## Описание
Човек, който изпълнява фелацио на някого, може да бъде наричан дарителски партньор, а другият приемащ партньор. Фелацио най-често може да бъде сексуално възбуждащо за участниците, а мъжете често изпитват оргазъм и еякулация на спермата по време на действието. Хората могат да използват фелацио като предвестник за сексуално възбуждане на сексуалния си партньор преди вагинално или анално сношение или друга сексуална активност или могат да го използват като еротичен и физически интимен акт сам по себе си. Въпреки че човекът, който получава фелацио е мъж, неговият сексуален партньор може да бъде от двата пола. Вкарването и движението на пениса в устата на партньорката (партньора) се нарича ирумация, но терминът рядко се използва.
Фелацио практически най-общо се дели на следните разновидности:
- Плитко (само с език и устни);
- Средно (с поемане под езика и смучене, недълбоки постъпателно-възвратни движения),
- Дълбоко – специфична форма на фелациото е дълбокото поемане на еректиралия пенис в гърлото (на английски език – deepthroating), което е възможно само при пълно отпускане на съответните мускули. Този вид изисква особена техника на дишането при приемащия партньор, както и значителни мярка, самоконтрол и доверие от двамата партньори.
- Може да бъде със или без изпразване в устата, както и със или без поглъщане на отделената сперма.

Има няколко техники за фелацио. Най-разпространено е обикновеното засмукване – устните се навлажняват и главата се движи нагоре-надолу. Друга разпространена техника е „близалката“ (анг. lollipop) – при нея езикът се движи спираловидно от основата на члена до главичката, като особено внимание се отделя на мястото, където тя се съединява със ствола. Друга техника е дълбокото поглъщане, при което стимулацията се постига при вкарване на члена дълбоко в гърлото.
Основното действие при фелациото е, че сексуалната партньорка (партньор) на мъжа поема пениса му в устата си и след това премества устата си нагоре и надолу по пениса в ритъм, определен от тях, имитиращ движението на вагинално или анално сношение, като внимава да не го ухапе или да го надраска със зъбите си, а слюнката действа като смазка. Човекът, който получава фелацио, може да забави ритъма на стимулацията, като държи главата на партньорката си. Партньорката на мъжа може също така да играе перорално с пениса му, като го ближе, смуче, целува или по друг начин играе върху него с езика и устните. Фелацио може да включва и орална стимулация на скротума, независимо дали се облизва, смуче или взема целия скротум в устата.

### Автофелацио
Автофелацио (от на старогръцки: αὐτός –— сам и на латински: fello – смуча) – (синоними автофелацио, самоминет, самоотсос) е разновидност на фелациото, форма на полово самоудовлетворение при което мъжът ласкае половия си член самостоятелно с уста и език.

## Полово предавани болести
Обратно на общественото вярване, болестите предавани по сексуален път могат да се предадат чрез орален секс. Когато се пристъпва към фелацио, трябва да се има предвид, че има опасност от заразяване с болести като сифилис, хепатит В, хламидия, човешки папиломен вирус (HPV), гонорея, херпес, орален херпес, генитални брадавици-кондиломи и дори HIV. Венерическите болести се разпространяват чрез телесните флуиди/течности, така че при наличие на раничка в устата, колкото и малка и незабележима да изглежда, съществува риск от заразяване с венерическа болест, дори и да не е осъществен пенетративен генитален полов контакт.
Най-безопасният начин за пристъпване към фелацио е употребата на презерватив. На пазара се предлагат презервативи с вкус на шоколад, банан, мента, череша и много други.

## Жаргон
Фелациото има следните основни синоними на български език: минет, свирка, дудук, тутурутка, кавал. Самото действие е релевантно към глаголите „духам, лапам, смуча, плюнча“ и др.

## Културни аспекти
Наблюдава се и при много животински видове. При някои от тях – висши примати – служи и за обозначаване на приемането на доминиращата роля на алфа-мъжкия от останалите членове на стадото (групата), като поемането на члена му в устата на другите мъжки няма сексуален контекст.
Важна разлика от гениталния секс е, че при фелацио липсва възможност за забременяване. Това е причината много обвързани двойки да предпочитат оралния секс пред вагиналния.